# Ralph Morgan
Ralph Morgan (Nova York, 6 de juliol de 1883 − Nova York, 11 de juny de 1956) va ser un actor estatunidenc, de nom Raphael Kuhner Wuppermann.

## Biografia
Ralph Morgan debuta al teatre i actua a Broadway entre 1909 i 1952, en obres de teatre (destacar A Weak Woman el 1926, al costat del seu gemà petit, Frank Morgan) i comédies musicales. Al cinema, apareix entre 1915 i 1952 (destacar The Impostor el 1944, amb Jean Gabin), girant principalment durant el període del cinema sonor — actua només a sis filsm muts, el darrer el 1925 . Finalment, de 1951 a 1953, participa per la televisió a dues sèries.
És el pare de l'actriu Claudia Morgan (1911-1974).
Li va ser dedicada una estrella al Passeig de la Fama de Hollywood al Hollywood Boulevard.

## Filmografia

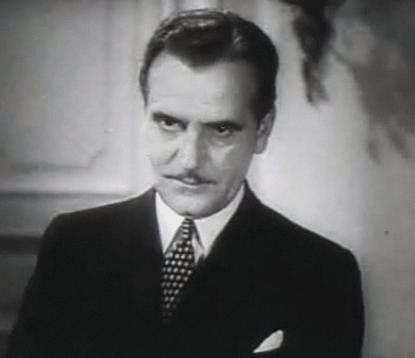
Ralph Morgan a El cas de l'assassinat al Club Caní (1933)

- 1915: The Man Trail (no surt als crèdits) d'E.H. Calvert
- 1915: The Master of the House de Joseph A. Golden
- 1916: Madame X de George F. Marion
- 1917: The Penny Philanthropist de Guy McConnell
- 1919: The Mite of Love de George Terwilliger (curt)
- 1925: The Man who found himself d'Alfred E. Green
- 1931: Honor Among Lovers de Dorothy Arzner
- 1932: Rasputin and the Empress de Richard Boleslawski
- 1933: El cas de l'assassinat al Club Caní (The Kennel Murder Case) de Michael Curtiz
- 1933: Doctor Bull de John Ford
- 1934: The Last Gentleman de Sidney Lanfield
- 1934: No Greater Glory de Frank Borzage
- 1934: A Girl of the Limberlost de Christy Cabanne
- 1935: Magnificent Obsession de John M. Stahl
- 1936: L'exdona de Bradford (The Ex-Mrs. Bradford) de Stephen Roberts
- 1936: Human Cargo d'Allan Dwan
- 1936: Speed d'Edwin L. Marin
- 1936: Anthony Adverse de Mervyn LeRoy
- 1937: Mannequin de Frank Borzage
- 1937: The Life of Emile Zola de William Dieterle
- 1937: Exclusive d'Alexander Hall
- 1938: Dones sospitoses (Wives Under Suspicion) de James Whale
- 1939: The Lone Wolf Spy Hunt de Peter Godfrey
- 1943: Hitler's Madman de Douglas Sirk
- 1943: Jack London d'Alfred Santell
- 1944: L'impostor (The Impostor) de Julien Duvivier
- 1945: This Love of Ours de William Dieterle
- 1947: Song of the Thin Man d'Edward Buzzell
- 1947: Mr. District Attorney de Robert B. Sinclair
- 1948: The Creeper de Jean Yarbrough
- 1948: Sleep, my Love de Douglas Sirk
- 1950: Blue Grass of Kentucky de William Beaudine
- 1951: Heart of the Rookies de William Witney
- 1952: Gold Fever de Leslie Goodwins

## Teatre (a Broadway)
- 1909: The Bachelor de Clyde Fitch
- 1912: The Master of the House d'Edgar James, amb Pedro de Cordoba (adaptació al cinema el 1915)
- 1913: The Girl and the Pennant de Rida Johnson Young i Christy Mathewson, amb Tully Marshall
- 1914-1915: Under Cover de Roi Cooper Megrue, amb Lucile Watson
- 1915: A Full House de Fred Jackson
- 1915: Our Children de Louis K. Anspacher
- 1915: Fair and Warmer d'Avery Hopwood
- 1918-1921: Lightnin' de Winchell Smith i Frank Bacon, amb Harry Davenport
- 1919: The Five Million de Guy Bolton i Frank Mandel, amb James Gleason
- 1919-1920: Buddies, comèdia musical, música i lletra de B.C. Hilliam, llibret de George V. Hobart
- 1921: The Poppy God de Leon Gordon, Leroy Clements i Thomas Grant Springer, amb Wallace Ford
- 1922: The National Anthem de J. Hartley Manners
- 1923: In Love with Love de Vincent Lawrence
- 1924: Cobra de Martin Brown, amb Louis Calhern
- 1925: The Dagger de Marian Whigtman, amb Charles Richman
- 1925: The Jokker d'Arthur Goodrich i W.F. Payson
- 1926: A Weak Woman de Jacques Deval, adaptat per Ernest Boyd, amb Frank Morgan
- 1927: Dawn the Tears de William Gaston
- 1927: The Woman of Bronze de Henry Kistemaeckers i Eugene Delard, adaptació de Paul Kester, amb Pedro de Cordoba
- 1927: Romancin' Round de Conrad Westervelt
- 1927: Take my Advice de J.C. i Elliott Nugent, amb Gene Raymond, Raymond Walburn
- 1928: The Clutching Claw de Ralph Thomas Kettering
- 1930: Sweet Stranger de Frank Mitchell Dazey i Agnes Christine Johnston
- 1940: Fledgling de Charles Chilton i Philip Lewis
- 1942: The Moon Is Down, adaptació de la novel·la homònima de John Steinbeck, posada en escena de Chester Erskine, amb Lyle Bettger, Otto Kruger, Joseph Sweeney
- 1946: This, too, shall pass de (i posada en escena per) Don Appell
- 1952: Three Wishes for Jaimie, comèdia musical, música i lletra de Ralph Blane, llib ret de Charles O'Neal i Abe Burrows, amb Royal Dano